# 14074 Riccati
14074 Riccati (1996 NS) là một tiểu hành tinh vành đai chính.